# با توجه به گرتا
با توجه به گرتا (به انگلیسی: According to Greta) یا زنده ماندن از تابستان (به انگلیسی: Surviving Summer) فیلمی محصول سال ۲۰۰۹ و به کارگردانی نانسی بارداویل است. در این فیلم بازیگرانی همچون هیلاری داف، ایوان راس، ملیسا لیو، جان روثمن، مائوری گینسبرگ، مایکل مورفی و الن برستین ایفای نقش کرده‌اند.